# Racopilum brevipes
Racopilum brevipes là một loài rêu trong họ Racopilaceae. Loài này được Müll. Hal. ex Broth. mô tả khoa học đầu tiên năm 1894.